# Parmularia peltata
Parmularia peltata är en lavart som först beskrevs av George Edward Massee, och fick sitt nu gällande namn av Gustav Lindau 1897. Parmularia peltata ingår i släktet Parmularia och familjen Parmulariaceae.   Inga underarter finns listade i Catalogue of Life.